# Mistrzostwa Świata w Biegach Ulicznych 2007
2. Mistrzostwa Świata w Biegach Ulicznych – zawody lekkoatletyczne, które odbyły się 14 października 2007 roku w Udine na północnym wschodzie Włoch. W zawodach nie wystartowali reprezentanci Polski.

## Rezultaty
| WR – rekord świata \| CR – rekord mistrzostw \| NR – rekord kraju \| PB – rekord życiowy |

### Mężczyźni

#### Indywidualnie
| Pozycja | Zawodnik               | Reprezentacja | Rezultat     |
| ------- | ---------------------- | ------------- | ------------ |
| 1       | Zersenay Tadese        | Erytrea       | 58:59 (CR)   |
| 2       | Patrick Makau Musyoki  | Kenia         | 59:02        |
| 3       | Evans Kiprop Cheruiyot | Kenia         | 59:05 (PB)   |
| 4       | Deriba Merga           | Etiopia       | 59:16 (PB)   |
| 5       | Yonas Kifle            | Erytrea       | 59:30 (PB)   |
| 6       | Dieudonné Disi         | Rwanda        | 59:32 (NR)   |
| 7       | Marilson dos Santos    | Brazylia      | 59:33        |
| 8       | Dickson Mkami          | Tanzania      | 1:00:24 (PB) |

#### Drużynowo
| Pozycja | Reprezentacja | Skład drużyny                                                          |
| ------- | ------------- | ---------------------------------------------------------------------- |
| 1       | Kenia         | Patrick Makau Musyoki Evans Kiprop Cheruiyot Robert Kipkorir Kipchumba |
| 2       | Erytrea       | Zersenay Tadese Yonas Kifle Michael Tesfay                             |
| 3       | Etiopia       | Deriba Merga Raji Assefa Tariku Jufar                                  |

### Kobiety

#### Indywidualnie
| Pozycja | Zawodniczka       | Reprezentacja | Rezultat     |
| ------- | ----------------- | ------------- | ------------ |
| 1       | Lornah Kiplagat   | Holandia      | 1:06:25 (WR) |
| 2       | Mary Keitany      | Kenia         | 1:06:48 (NR) |
| 3       | Pamela Chepchumba | Kenia         | 1:08:06 (PB) |
| 4       | Bezunesh Bekele   | Etiopia       | 1:08:07 (NR) |
| 5       | Atsede Habtamu    | Etiopia       | 1:08:29      |
| 6       | Everline Kimwei   | Kenia         | 1:08:39 (PB) |
| 7       | Chisato Osaki     | Japonia       | 1:08:56 (PB) |
| 8       | Luminița Talpoș   | Rumunia       | 1:09:01 (PB) |

#### Drużynowo
| Pozycja | Reprezentacja | Skład drużyny                                  |
| ------- | ------------- | ---------------------------------------------- |
| 1       | Kenia         | Mary Keitany Pamela Chepchumba Everline Kimwei |
| 2       | Etiopia       | Bezunesh Bekele Atsede Habtamu Atsede Baysa    |
| 3       | Japonia       | Chisato Osaki Akane Taira Yoshimi Ozaki        |